# Anna Sophie Reventlow
Anna Sophie, dronning af Danmark-Norge, født komtesse Reventlow (16. april 1693 – 7. januar 1743) var dronning af Danmark-Norge fra 1721 til 1730 som ægtefælle til Frederik 4. Hun var i modsætning til alle hidtidige danske dronninger ikke af kongelig byrd, men datter af den adelige storkansler greve Conrad Reventlow til Clausholm.

## Biografi
Anna Sophie blev født den 16. april 1693 på Clausholm i Østjylland som datter af storkansler Greve Conrad Reventlow og Sophie Amalie von Hahn. I 1711 mødte hun kong Frederik 4. ved et maskebal på Koldinghus, og de blev forelskede. Kongen bortførte hende året efter fra hendes hjem på Clausholm og ægtede hende til venstre hånd, da han allerede var gift med dronning Louise. Ved dronning Louises død i 1721 ægtede kongen Anna Sophie til højre hånd, og hun fik titel af dronning.
De fik adskillige børn, men ingen overlevede de første år. Efterhånden blev ægtefællerne mere og mere præget af denne tragedie. Frederik 4. arbejdede næsten døgnet rundt. I deres sidste år sammen drømte de om at abdicere og trække sig tilbage til det Fredensborg Slot, som han havde ladet opføre efter italienske forbilleder.
Hun virkede i det skjulte og undgik åbenlyse politiske handlinger. Hendes yderst kapable slægtninge indtog efterhånden alle vigtige poster i statsadministrationen og gik under navnet "den reventlowske bande".[kilde mangler] Hun blev anklaget for bestikkelse, men aldrig dømt – resultatet af en undersøgelse blev mørkelagt.[kilde mangler] Krige, arbejdspres og sygdom umuliggjorde parrets rejser til Peter den Stores Sankt Petersborg og til Frankrigs Versailles for slet ikke at tale om det Italien, Frederik 4. havde besøgt og forelsket sig i som ung.
Da kongen døde i 1730, blev Anna Sophie forvist fra København til sit fødehjem, godset Clausholm i nærheden af Randers. Hadet mellem Anne Sophie og hendes stedsøn, Christian 6., blussede op. Hun blev frataget alle midler ud over Clausholm og pålagt livslangt eksil: Det var hende ikke tilladt at forlade godset. I sit eksil engagerede hun sig i bøndernes liv – og i at forskønne Clausholm med haver og alleer. En videreførelse af Frederiks drømme om italienske slotte, haver og villaer i det kolde Norden.
Hun led i sine sidste år af en alvorlig, ubehandlet sorgpsykose og blev mere og mere religiøs.[kilde mangler]

## Søskende
Anna Sophie havde søskende, hvoraf især den ældre halvsøster Christine blev kendt i samtiden, mens dronning Anne Sophie virkede politisk i halvmørke, var hendes søster gift med landets storkansler og var "madame la grande chancelliere"  – hun holdt litterær og politisk salon og formåede i sit hus at give besøgende en glans af enevældens Versailles. I praksis varetog hun en del af de pligter som dronning, der var umulige for Anne Sophie pga. hendes baggrund. Hun repræsenterede ikke et dynastisk valg med tilhørende alliancemuligheder, men sin slægt.

## Børn
| Navn                       | Født                       | Død                        | Bemærkninger                             |
| Med Frederik 4. af Danmark | Med Frederik 4. af Danmark | Med Frederik 4. af Danmark | Med Frederik 4. af Danmark               |
| -------------------------- | -------------------------- | -------------------------- | ---------------------------------------- |
| Frederikke Sophie          | før 1721                   | som spæd                   | Døde før forældrenes officielle ægteskab |
| Frederikke Konradine       | før 1721                   | som spæd                   | Døde før forældrenes officielle ægteskab |
| dødfødt barn               |                            |                            |                                          |
| Christiane Amalie          | 23. oktober 1723           | 7. januar 1724             |                                          |
| Frederik Christian         | 1. juni 1726               | 15. maj 1727               |                                          |
| Karl                       | 16. februar 1728           | 10. december 1729          |                                          |